# Klaus Cäsar Zehrer
Klaus Cäsar Zehrer (* 17. November 1969 in Schwabach) ist ein deutscher Autor, Herausgeber und Übersetzer.

## Leben
Zehrer studierte Angewandte Kulturwissenschaften an der Leuphana Universität Lüneburg, war Praktikant in der Redaktion der Satirezeitschrift Titanic und wurde 2002 an der Universität Bremen mit einer Dissertation zur Dialektik der Satire promoviert. Zehrer veröffentlichte 2017 eine Romanbiografie über das Genie William James Sidis, die als bester Debütroman des Jahres ausgezeichnet wurde.
Zehrer lebt als freier Autor in Berlin. Er ist aktives Mitglied der deutschen Fußball-Autorennationalmannschaft (Autonama).

## Veröffentlichungen

### Fotobuch
- Das schreckliche Zebra: Fotos und ihre Geschichten. Diogenes, 2021. ISBN 978-3257071641.

### Herausgaben
- Als Hrsg.: "Da: Das Meer!" Das maritime Oeuvre der Neuen Frankfurter Schule, 2005, ISBN 3-936384428.
- Als Hrsg. mit Robert Gernhardt: Hell und Schnell. 555 komische Gedichte aus 5 Jahrhunderten, 2005, ISBN 3-596159342.
- Als Hrsg. mit Robert Gernhardt: Bilden Sie mal einen Satz mit ...: Ein Dichterwettstreit. 2007, ISBN 978-3596174379.

### Kinderbuch
- Mit F.W. Bernstein: Knut Großmut, der Raubtierbändiger. 2010. ISBN 978-3-942153-00-3.
- Mit Fil: Der Kackofant. 2011, ISBN 3-941411330.
- Das längste Tier der Welt. Illustriert von Uli Krappen. Diogenes Verlag, 2024, ISBN 978-3-257-01312-2.

### Roman
- Das Genie. Roman. Diogenes Verlag, 2017, ISBN 978-3-257-06998-3.

### Sonstiges
- Mit Jochen Reinecke: Ist hier noch frei? Kleines Bestimmungsbuch für Bahnreisende. Berlin 2010. ISBN 978-3-938625-63-7.

### Wissenschaft
- Dialektik der Satire. Zur Komik von Robert Gernhardt und der 'Neuen Frankfurter Schule'. Dissertation Universität Bremen, 2002 (PDF-Dokument 9,5 MB).